# Archidiocèse de Malanje
L'archidiocèse métropolitain de Malanje est l'un des cinq archidiocèses de l'Angola. Son siège est à Malanje. 
Ses diocèses suffragants sont Ndalatando (pt) et Uíge (pt).

## Historique
Le diocèse de Malanje est établi en 1957 à partir de territoires de l'archidiocèse de Luanda et du diocèse de Silva Porto (en). Il est alors suffragant de l'archidiocèse de Luanda.
En 1975, il perd une partie de son territoire pour établir le diocèse de Henrique de Carvalho.
Le 12 avril 2011, il est promu au rang d'archidiocèse métropolitain avec pour suffragants les diocèses de Ndalatando et Uije.

## Liste des évêques et archevêques
L'archevêque actuel est Mgr Luzizila Kiala.